# 안고로이

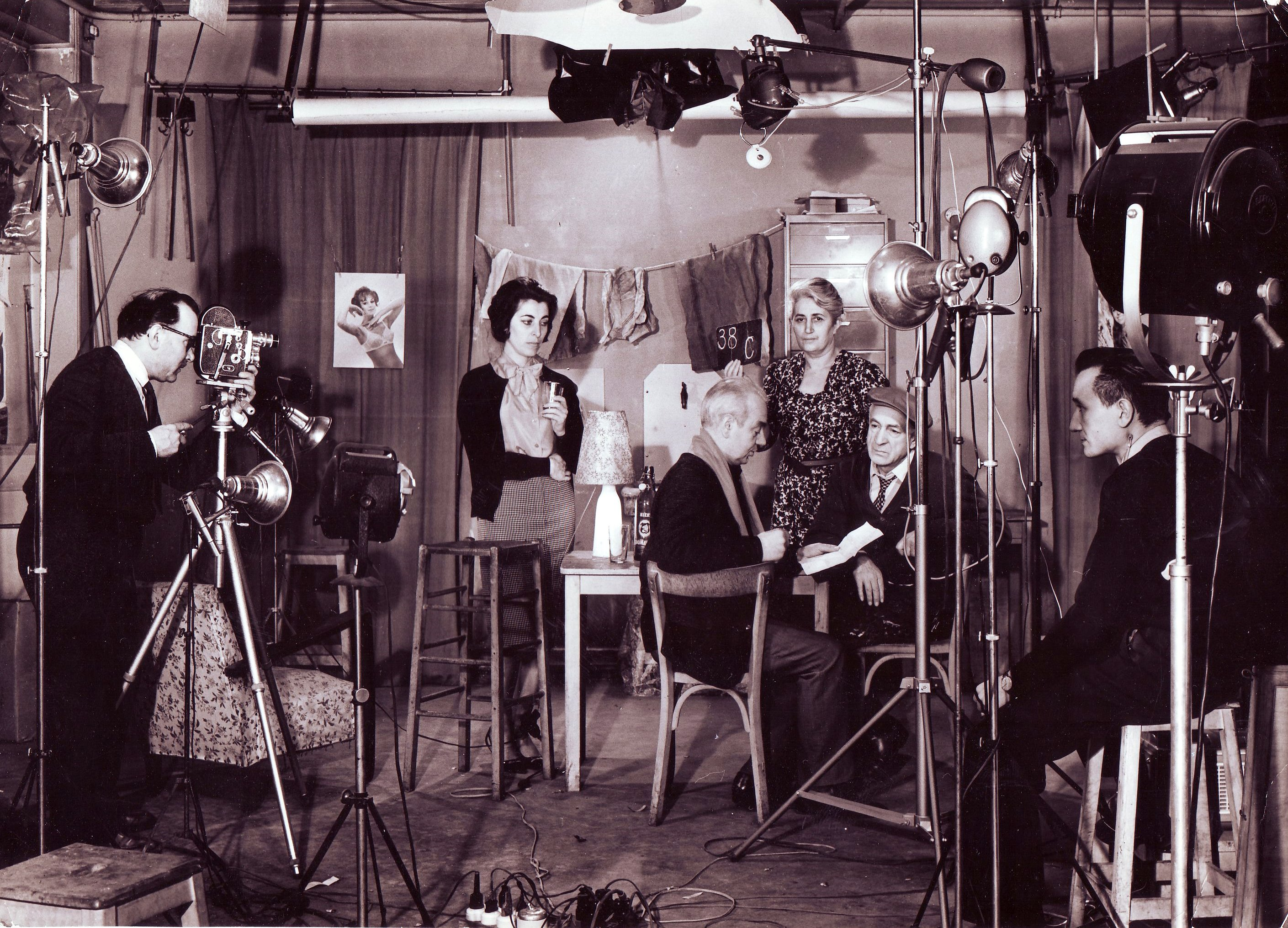

안고로이(에스페란토: Angoroj)는 프랑스의 자크루이 마에(프랑스어: Jacques-Louis Mahé) 감독이 제작한 1964년 제작 영화이다. 에스페란토만으로 제작된 최초의 상영작이다. 감독은 이미 제2차 세계 대전 전에 Lorjak이라는 가명하에 Antaŭen! (전진앞으로!)이라는 무성 에스페란토 영화를 제작했었다.
1960년대초 사진 및 영화전문가였던 마에는 최초의 픽션 에스페란토영화의 제작에 투자했다. 마에 자신이 쓴 시나리오를 토대로, Internacia Arta Teatro(국제예술극장)의 배우들이 파리 주변부의 3류 도둑과 사기꾼이 등장하는 범죄이야기를 내놓았다.
영화제작에 참여한 주요 인물로는 레몽 슈바르츠, 가스통 바랭기앵이 있다.
영화는 1963년에서 1964년 동안 상영되었으나, 수익성면에서는 참담한 실패로 끝났다. 많은 경제적 손실을 입은 마에는 세계 에스페란토 협회를 보이콧을 이유로 고소하기까지 했다. 절망에 빠진 그는 모든 영화필름의 복사본을 파괴해 버렸다. 오늘날까지 전해지는 것은 단 두 본뿐이다.